# Lelkoun Hartertův
Lelkoun Hartertův (Batrachostomus harterti) je druh lelkouna, který se endemicky vyskytuje na ostrově Borneo, kde má roztříštěný areál výskytu v horských i nížinatých pralesích střední a severní části ostrova.

## Systematika
Druh poprvé popsal Richard Bowdler Sharpe v roce 1892. Lelkoun Hartertův se řadí do rodu Batrachostomus, což je největší rod čeledi lelkounovití, resp. řádu lelkouni (Podargiformes). Rodové jméno pochází z řeckého bombux, bombukos (hliněná nádoba) a stoma (ústa). Druhové jméno je odkazem na německého ornitologa Ernsta Harterta.

## Popis

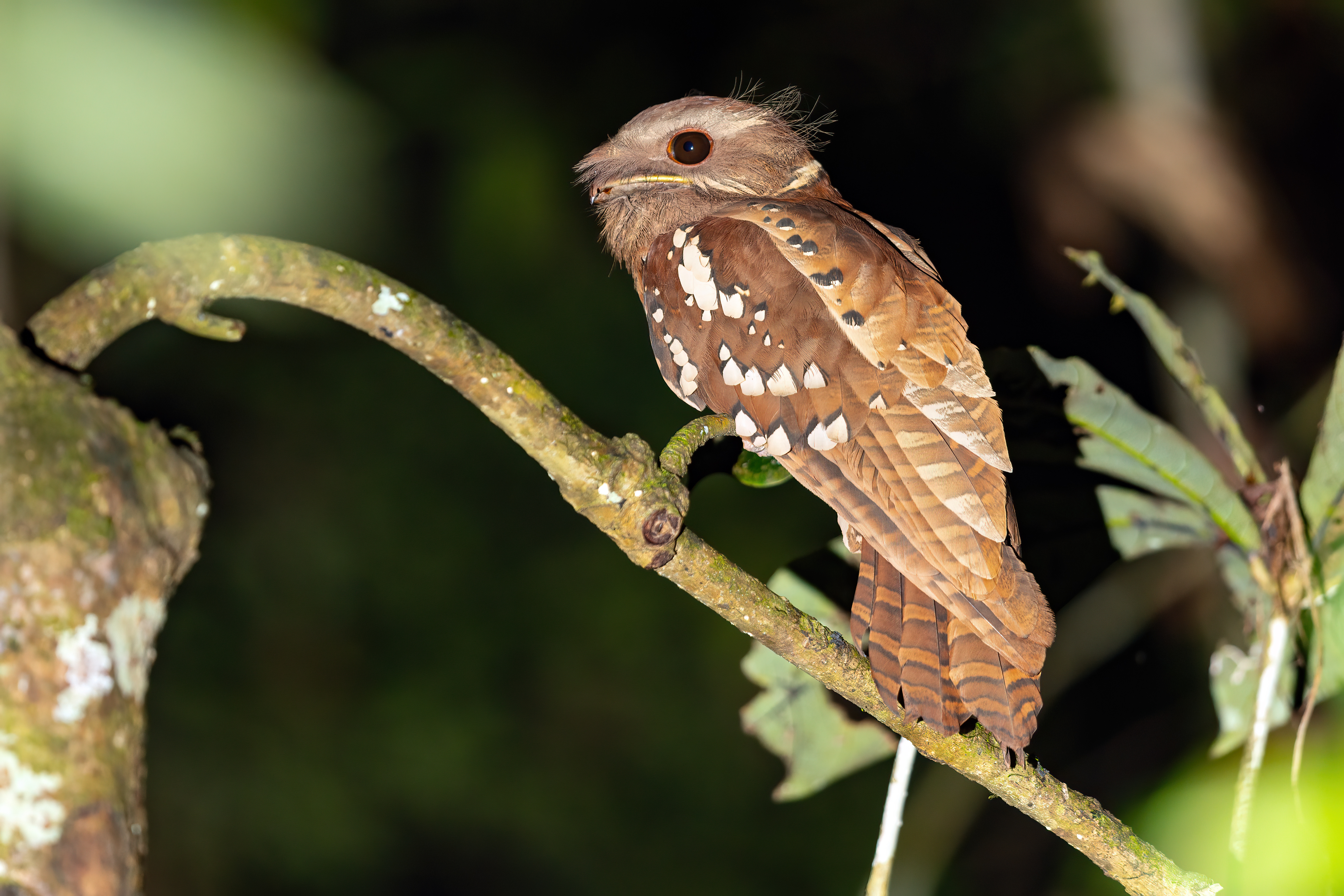
Lelkoun Hartertův

Tento poměrně velký lelkoun dosahuje délky těla 34–37 cm. Svrchní strana těla je kaštanově hnědá, korunka je protkána usňovými (žlutohnědými) pruhy. Na zadní straně krku se nachází žlutohnědý tenký límec. Křídelní krovky jsou kaštanově hnědé a krémově bílými fleky, které mají černá ohraničení. Spodina je kaštanově hnědá se žlutohnědým pruhováním, směrem na břicho a níže barva opeření přechází do světle hnědé s nahnědle šedými skvrnami. Pohlavní dimorfismus je nevýrazný. K záměně může dojít hlavně s lelkounem ušatým (Batrachostomus auritus), který je větší, jeho opeření je světlejší a korunka i krovky mají zřetelnější pruhování a flekování. Samcovo křídlo měří kolem 22 cm, jeho ocas 15 cm, zobák 3 cm, běhák 2 cm. Samiččino křídlo měří 24 cm, její ocas 17 cm, zobák 3 cm.

## Rozšíření a stanoviště
Lelkoun Harterův je endemický ostrovu Borneo. K roku 2016 bylo zaznamenáno pouze 8 lokací druhu v Indonésii a Malajsii. Z těchto málo reprezentativních informací vyplývá, že se druh vyskytuje v primárním i sekundárním lese nížinatých i horských oblastí o nadmořských výškách 300–1500 m n. m.

## Biologie
O biologii druhu je známo jen minimum informací. Hnízdí na stromě. Inkubaci patrně zajišťují oba rodiče. Vokálně se projevuje hlasitým, nízko položeným húúúúa, které opakuje 1–8× za sebou v intervalech 1–2,7 vteřiny. Kontaktní volání představuje krátké štěkavé dvouslabičné hu-UOP, kdy druhá slabika je výrazně hlasitější a ostřejší než ta první.

## Ohrožení
Mezinárodní svaz ochrany přírody hodnotí druh jako málo dotčený. I když je o druhu známo jen minimum informací, předpokládá se, že jeho populace je na ústupu následkem odlesňování Bornea. Jakýmkoliv smysluplný ochranářským opatřením brání extrémně nízký objem znalostí o biologii druhu.